# Grammy al millor àlbum d'urbà contemporani
El premi Grammy al millor àlbum d'urbà contemporani (Grammy Award for Best Urban Contemporary Album) és entregat per The Recording Academy (oficialment, National Academy of Recording Arts and Sciences) dels Estats Units des de 2013 a artistes de gravacions per àlbums de qualitat en el subgènere urbà contemporani dins del camp R&B, per a «honorar la consecució artística, competència tècnica i excel·lència general en la indústria discogràfica, sense tenir en consideració les vendes d'àlbums o posició a les llistes».
Segons la guia de descripció de la categoria, el premi s'entrega «a àlbums que continguin com a mínim el 51% de temps de reproducció de noves gravacions de pistes d'urbà contemporani vocal», i està destinat a artistes la música dels quals inclogui els elements de R&B més contemporanis i pugui incorporar elements de producció trobats en el pop urbà, euro-pop urbà, rock urbà i urbà alternatiu.

## Guardonats
| Any  | Intèrpret(s)      | Obra                      | Nominats | Ref.        |
| ---- | ----------------- | ------------------------- | --- | ----------- |
| 2013 | Frank Ocean       | Channel Orange            | - Chris Brown – Fortune - Miguel – Kaleidoscope Dream | [ 3 ] [ 4 ] |

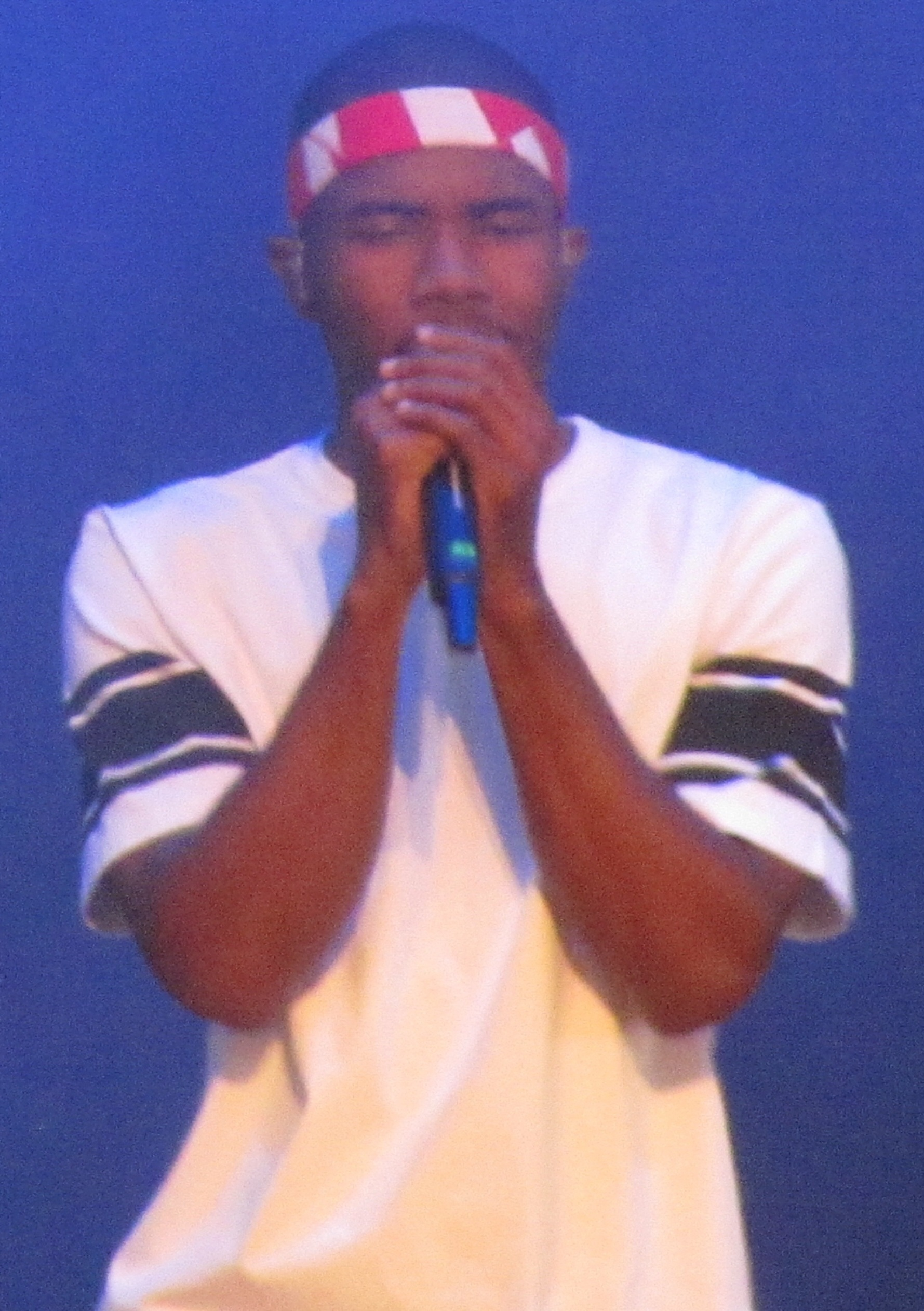
Frank Ocean va ser el primier guardonat el 2013.

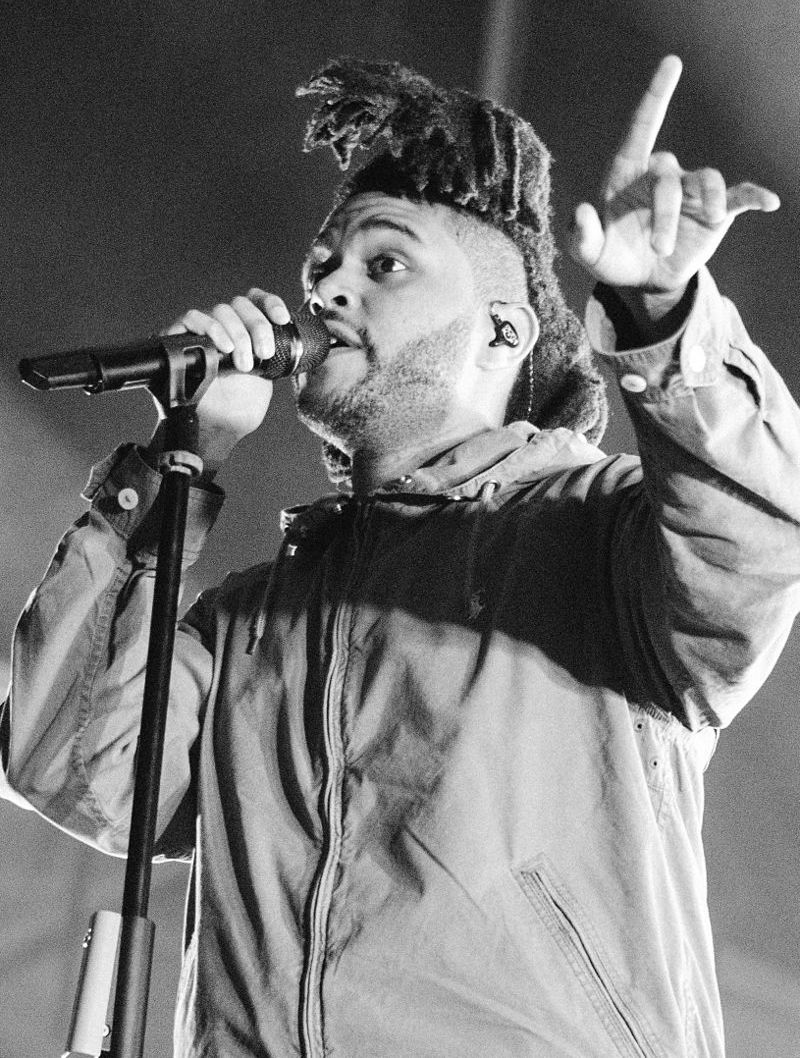
The Weeknd, guanyador els anys 2016 i 2018.

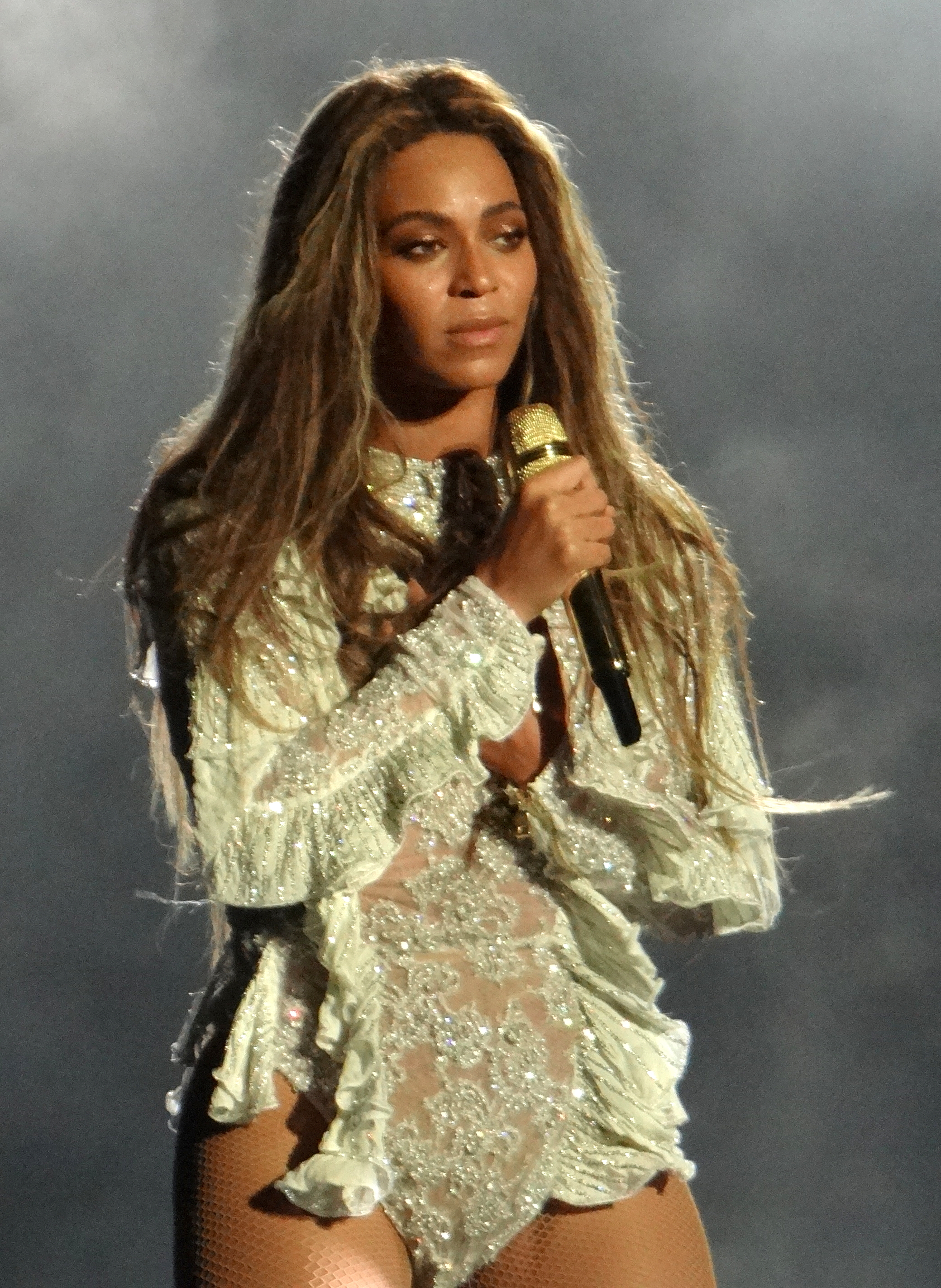
Beyoncé ha obtingut el 2017, i novament el 2019 amb The Carters.

| 2014 | Rihanna           | Unapologetic              | - Tamar Braxton – Love and War - Fantasia – Side Effects of You - Salaam Remi – One: In the Chamber - Mack Wilds – New York: A Love Story                         | [ 5 ]       |
| 2015 | Pharrell Williams | Girl                      | - Jhené Aiko – Sail Out - Beyoncé – Beyoncé - Chris Brown – X - Mali Music – Mali Is...                                                                           | [ 6 ]       |
| 2016 | The Weeknd        | Beauty Behind the Madness | - The Internet – Ego Death - Kehlani – You Should Be Here - Lianne La Havas – Blood - Miguel – Wildheart                                                          | [ 7 ]       |
| 2017 | Beyoncé           | Lemonade                  | - Gallant – Ology - King – We Are King - Anderson Paak – Malibu - Rihanna – Anti                                                                                  | [ 8 ]       |
| 2018 | The Weeknd        | Starboy                   | - 6lack – Free 6lack - Childish Gambino – "Awaken, My Love!" - Khalid – American Teen - SZA – Ctrl                                                                | [ 9 ]       |
| 2019 | The Carters       | Everything Is Love        | - Chloe x Halle – The Kids Are Alright - Chris Dave and the Drumhedz – Chris Dave and the Drumhedz - Miguel – War & Leisure - Meshell Ndegeocello – Ventriloquism | [ 10 ]      |